# Danh sách di sản văn hóa Tây Ban Nha được quan tâm ở Inca
Danh sách di sản văn hóa Tây Ban Nha được quan tâm ở Inca, Tây Ban Nha.
| Tên                                                       | Dạng                                   | Địa điểm                      | Tọa độ                                        | Số hồ sơ tham khảo? | Ngày nhận danh hiệu? | Hình ảnh                                                  |
| --------------------------------------------------------- | -------------------------------------- | ----------------------------- | --------------------------------------------- | ------------------- | -------------------- | --------------------------------------------------------- |
| Tu viện Santo Domingo (Inca)                              | Di tích Kiến trúc tôn giáo             | Inca Avenida de las Germanías | 39°43′16″B 2°54′25″Đ / 39,721184°B 2,907077°Đ | RI-51-0008668       | 09-06-1994           | Claustro de Santo Domingo · Upload image                  |
| Đồi phòng thủ Puig d'Inca                                 | Di tích Khảo cổ học                    | Inca                          | 39°43′18″B 2°57′24″Đ / 39,721544°B 2,956561°Đ | RI-51-0002113       | 10-09-1966           | Upload image                                              |
| Đồi phòng thủ Son Ravanet (Puig s'Ermita hay ses Talaies) | Di tích Khảo cổ học                    | Inca                          | 39°44′11″B 2°55′27″Đ / 39,736376°B 2,924222°Đ | RI-51-0002121       | 10-09-1966           | Upload image                                              |
| Quần thể tiền sử Son Sastre                               | Di tích Khảo cổ học                    | Inca                          | 39°44′11″B 2°57′48″Đ / 39,736332°B 2,96332°Đ  | RI-51-0002122       | 10-09-1966           | Upload image                                              |
| Quần thể tiền sử des Batliu                               | Di tích Khảo cổ học                    | Inca                          | 39°42′18″B 2°56′14″Đ / 39,704956°B 2,93709°Đ  | RI-51-0002110       | 10-09-1966           | Upload image                                              |
| Cruz d'en Roca                                            | Di tích Hành trình                     | Inca                          | 39°42′58″B 2°54′57″Đ / 39,715999°B 2,915765°Đ | RI-51-0010299       | 25-09-1998           | Upload image                                              |
| Cruz carretera Sineu                                      | Di tích Hành trình                     | Inca                          |                                               | RI-51-0010296       | 25-09-1998           | Upload image                                              |
| Cruz n'Osonas, hay Cruz ctra. Sencelles                   | Di tích Hành trình                     | Inca                          | 39°42′45″B 2°54′32″Đ / 39,712596°B 2,908862°Đ | RI-51-0010298       | 25-09-1998           | Upload image                                              |
| Cruz sa Punta, hay Cruz na Barona                         | Di tích Hành trình                     | Inca                          | 39°42′30″B 2°53′56″Đ / 39,708272°B 2,898871°Đ | RI-51-0010297       | 25-09-1998           | Upload image                                              |
| Cruz ses Monjes                                           | Di tích Hành trình                     | Inca                          | 39°43′30″B 2°54′32″Đ / 39,72494°B 2,908776°Đ  | RI-51-0010295       | 25-09-1998           | Upload image                                              |
| Hang Son Alegre (Cas Poller)                              | Di tích Khảo cổ học                    | Inca                          | 39°41′54″B 2°59′04″Đ / 39,698305°B 2,984569°Đ | RI-51-0002114       | 10-09-1966           | Upload image                                              |
| Hang Son Alegre (Ses Coves)                               | Di tích Khảo cổ học                    | Inca                          | 39°41′52″B 2°59′10″Đ / 39,697764°B 2,986085°Đ | RI-51-0002115       | 10-09-1966           | Upload image                                              |
| Hang Son Bordils (Can Guapo)                              | Di tích Khảo cổ học                    | Inca                          | 39°41′06″B 2°57′08″Đ / 39,685033°B 2,952266°Đ | RI-51-0002116       | 10-09-1966           | Upload image                                              |
| Hang Son Frare (Cova ses Rates Pinyades)                  | Di tích Khảo cổ học                    | Inca                          | 39°43′48″B 2°57′52″Đ / 39,730017°B 2,964479°Đ | RI-51-0002118       | 10-09-1966           | Upload image                                              |
| Hang Son Seriol (Can Pere sa Cova)                        | Di tích Khảo cổ học                    | Inca                          |                                               | RI-51-0002123       | 10-09-1966           | Upload image                                              |
| Fragmento capitel zona Selva Mancor                       | Di tích Hành trình                     | Inca                          |                                               | RI-51-0010294       | 25-09-1998           | Upload image                                              |
| Habitaciones prehistóricas Son Fiol Dalt                  | Di tích Khảo cổ học                    | Inca                          | 39°42′17″B 2°57′59″Đ / 39,704788°B 2,966253°Đ | RI-51-0002117       | 10-09-1966           | Upload image                                              |
| Nhà thờ Parroquial Santa María Mayor                      | Di tích Kiến trúc tôn giáo Nhà thờ     | Inca Plaza del Órgano         | 39°43′17″B 2°54′42″Đ / 39,721457°B 2,911629°Đ | RI-51-0011599       | 15-05-2007           | Iglesia Parroquial de Santa María la Mayor · Upload image |
| Nhà thờ và Convento Sant Bartomeu                         | Di tích Kiến trúc tôn giáo             | Inca Calle de las Monjas      | 39°43′28″B 2°54′31″Đ / 39,72452°B 2,908595°Đ  | RI-51-0011593       | 21-05-2007           | Upload image                                              |
| Nghĩa địa Son Gual (Cova s'Arena)                         | Di tích Khảo cổ học Necrópolis         | Inca                          | 39°42′48″B 2°56′43″Đ / 39,71343°B 2,945249°Đ  | RI-51-0002119       | 10-09-1966           | Upload image                                              |
| Tàn tích tiền sử Can Pa Calent                            | Di tích Khảo cổ học                    | Inca                          | 39°42′33″B 2°56′15″Đ / 39,709282°B 2,937436°Đ | RI-51-0002112       | 10-09-1966           | Upload image                                              |
| Tàn tích tiền sử Son Vic (Es Vilars)                      | Di tích Khảo cổ học                    | Inca                          | 39°41′33″B 2°54′20″Đ / 39,692591°B 2,905611°Đ | RI-51-0002124       | 10-09-1966           | Upload image                                              |
| Tàn tích tiền sử Tirasset (Can Jordi-can Tiró)            | Di tích Khảo cổ học                    | Inca                          | 39°42′26″B 2°58′36″Đ / 39,707116°B 2,976748°Đ | RI-51-0002127       | 10-09-1966           | Upload image                                              |
| Son Penya                                                 | Di tích Kiến trúc phòng thủ            | Inca                          |                                               | RI-51-0008435       | 30-11-1993           | Upload image                                              |
| Son Vivot                                                 | Di tích Kiến trúc phòng thủ            | Inca                          | 39°44′20″B 2°57′57″Đ / 39,739019°B 2,96586°Đ  | RI-51-0008436       | 30-11-1993           | Upload image                                              |
| Talayote Ca Carros                                        | Di tích Khảo cổ học Văn hóa talayótica | Inca                          |                                               | RI-51-0002111       | 10-09-1966           | Upload image                                              |
| Talayote s'Avençar (Son Trempó)                           | Di tích Khảo cổ học Văn hóa talayótica | Inca                          | 39°43′07″B 2°56′02″Đ / 39,718713°B 2,933811°Đ | RI-51-0002109       | 10-09-1966           | Upload image                                              |
| Talayote Son Mas des Poticari (S'Argenteria)              | Di tích Khảo cổ học Văn hóa talayótica | Inca                          | 39°41′06″B 2°58′32″Đ / 39,684977°B 2,97558°Đ  | RI-51-0002120       | 10-09-1966           | Upload image                                              |
| Talayote Son Vivot (Es Puig)                              | Di tích Khảo cổ học Văn hóa talayótica | Inca                          | 39°43′59″B 2°58′07″Đ / 39,733162°B 2,968573°Đ | RI-51-0002125       | 10-09-1966           | Upload image                                              |
| Talayote Tirasset (Can Colau)                             | Di tích Khảo cổ học Văn hóa talayótica | Inca                          | 39°42′08″B 2°58′34″Đ / 39,702088°B 2,976169°Đ | RI-51-0002126       | 10-09-1966           | Upload image                                              |